# 景贵和
景贵和（1926年12月6日—2021年7月10日），河北省昌黎县人，中华人民共和国区域地理学家。

## 生平
1954年，景贵和在东北师范大学地理系毕业后留校任教。1956年9月，加入中国共产党。1978年，任副教授。1983年起，景贵和、张一等对东北大平原的土地利用进行了研究，1989年获吉林省科技进步二等奖。1984年5月，李振泉、景贵和、徐效坡、肖荣寰完成的《松花湖区国土规划》研究，是中国首批完成国土整治试点项目。1985年，任教授。1992年，获得国务院政府特殊津贴，同年离休。2019年，获中国地理学会科学技术奖终身成就奖，同年获得由中共中央、国务院、中央军委颁发的庆祝中华人民共和国成立70周年纪念章。2021年7月10日，在长春逝世，享年96岁。